# Valentin Taifun
Die Valentin Taifun ist ein Reisemotorsegler des deutschen Herstellers Valentin Flugzeugbau GmbH in Haßfurt. Im Produktionszeitraum von 1981 bis 1990 wurden insgesamt 136 Exemplare hergestellt. Der Prototyp mit dem Kennzeichen D-KONO startete am 28. Februar 1981 zum Erstflug.

## Konstruktion
Die Taifun gehörte zum Zeitpunkt ihrer Entwicklung zur neuen Klasse der Motorsegler in Kunststoffbauweise mit nebeneinander angeordneten Sitzen und T-Leitwerk. Im Gegensatz zu ihren direkten Konkurrenten in dieser Klasse – der Hoffmann Dimona, der Grob G 109 und der Scheibe SF 36 – hat sie ein Einziehfahrwerk. Außerdem können die Tragflächen zur einfacheren Unterbringung im Hangar von einer Person platzsparend nach hinten an den Rumpf angeklappt werden, der Flächenbedarf beträgt dann nur noch etwa 8,5 × 3 Meter.
Die Taifun verfügt sowohl über die bei Segelflugzeugen üblichen Bremsklappen als auch über, an die Querruder gekoppelte, Wölbklappen. Der Treibstoffvorrat von insgesamt 90 Litern befindet sich in zwei Tanks in den Tragflächen. Angetrieben wird die Taifun in der Ursprungsversion wie die zeitgleich erschienene Grob G 109A von einem Limbach-Flugmotor mit 80 PS.

## Versionen

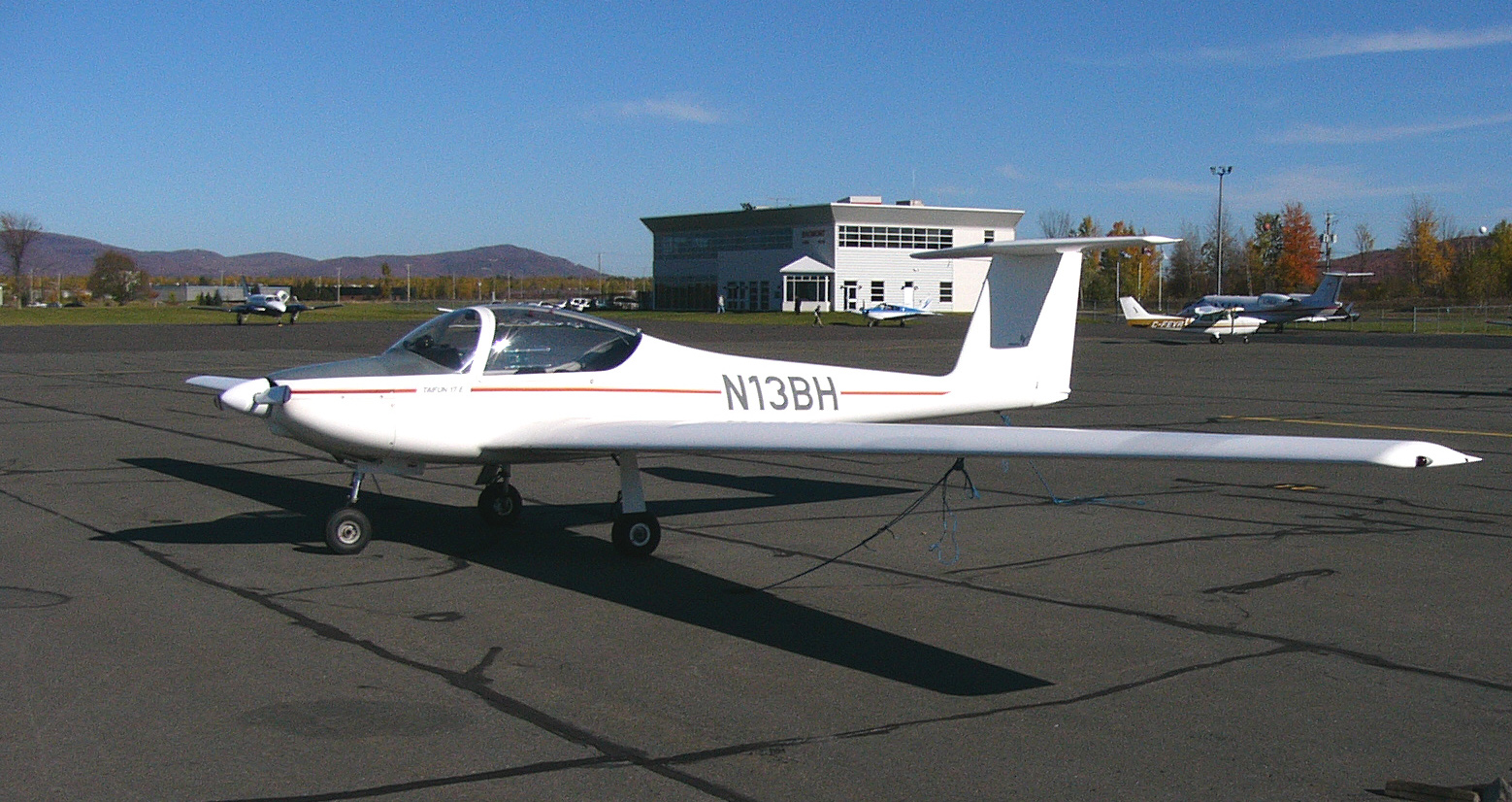
Taifun 17E

Die Taifun wurde ursprünglich in vier Versionen angeboten: Die Versionen Taifun 17E und Taifun 17S mit einer Spannweite von 17 Metern und die Versionen Taifun 15E und Taifun 15S mit 15 Metern Spannweite. Dabei steht das E für die Standardversion mit vollständig einziehbarem Bugradfahrwerk, das S für die Version mit Spornradfahrwerk, wobei das Spornrad nicht einziehbar ist.
In der Ursprungsausführung wurde das Fahrwerk mechanisch per Handkurbel eingefahren, was gewisse Anforderungen an die Fitness des Piloten stellte. Als Antrieb kam ein Limbach L 2000 in Verbindung mit einem Hoffmann-Verstellpropeller mit den drei Stufen Start, Reiseflug und Segelflug zum Einsatz. Die Motorisierung dieser Version wurde von vielen Piloten als nicht ausreichend empfunden, insbesondere weil die Nennleistung von 59 kW (80 PS) nur bei 3400/min erreicht wurde. Der verwendete Propeller ließ jedoch aufgrund seines Durchmessers nur eine maximale Drehzahl von 3200/min zu, so standen effektiv nur 50 kW (68 PS) zur Verfügung. Daher wurde unter Federführung des Luftfahrttechnischen Betriebes Korff bei einigen Exemplaren eine Umrüstung auf den später erschienenen Limbach L 2400 mit 90 PS mit anschließender Musterzulassung durchgeführt. Zur Steigerung der Effizienz kam bei diesem Motor ein elektrisch verstellbarer stufenlos regelnder Constant-Speed-Propeller der Firma Mühlbauer zum Einsatz.

### Taifun 17E II
Bei dieser überarbeiteten Ausführung wurde ab Werk der 90 PS starke Limbach L 2400 wieder in Verbindung mit dem elektrisch geregelten Mühlbauer Constant-Speed-Propeller eingebaut. Mit dem elektrisch einziehbaren Fahrwerk wurde ein weiterer Kritikpunkt beseitigt. Um Gewicht zu sparen, wurde bei dieser Version der Hebel für die Bremsklappen in die Mittelkonsole verlegt, während es vorher je einen Hebel für beide Pilotensitze gab.

### Taifun 12E und 11S
Die Taifun 12E war eine Variante mit einer verkürzten Spannweite von 12 Metern. Von dieser in Deutschland als normales Leichtflugzeug zugelassenen Version wurden zwei Exemplare gefertigt.
Valentin fertigte außerdem mindestens ein Exemplar des Viersitzers Taifun 11S (Kennzeichen D-EVFB), angetrieben von einem Lycoming O-235 und mit einem starren Fahrwerk versehen. Wie auch die 12E ging diese Variante nie in Serie und wurde Ende 1987 verworfen.

## Technische Daten
| Kenngröße                              | Daten Taifun 17E        | Daten Taifun 17E II     |
| -------------------------------------- | ----------------------- | ----------------------- |
| Länge                                  | 7,9 m                   | 7,9 m                   |
| Spannweite                             | 17,0 m                  | 17,0 m                  |
| Höhe                                   | 2,3 m                   | 2,3 m                   |
| Flügelfläche                           | 17,6 m²                 | 17,6 m²                 |
| Flügelstreckung                        | 16,4                    | 16,4                    |
| Tragflächenprofil                      | Wortmann FX-67-K-170/17 | Wortmann FX-67-K-170/17 |
| Klappenstellungen                      | 30°, 15°, 8°, 0°, −8°   | 30°, 15°, 8°, 0°, −8°   |
| Gleitzahl                              | 28,6 bei 110 km/h       | 28,6 bei 110 km/h       |
| Geringstes Sinken                      | 1,15 m/s bei 95 km/h    | 1,15 m/s bei 95 km/h    |
| Leermasse                              | 580 kg                  | 580 kg                  |
| max. Startmasse                        | 820 kg                  | 820 kg                  |
| max. Flächenbelastung                  | 46,6 kg/m²              | 46,6 kg/m²              |
| Höchstgeschwindigkeit                  | 245 km/h                | 245 km/h                |
| max. Geschwindigkeit bei böigem Wetter | 185 km/h                | 185 km/h                |
| Reisegeschwindigkeit                   | 205 km/h                | 205 km/h                |
| Reichweite                             | 1150 km                 | 1050 km                 |
| Triebwerk                              | Limbach L 2000          | Limbach L 2400          |
| Leistung                               | 80 PS                   | 90 PS                   |